# Anisostachya induta
Anisostachya induta är en akantusväxtart som beskrevs av Raymond Benoist. Anisostachya induta ingår i släktet Anisostachya och familjen akantusväxter. Inga underarter finns listade i Catalogue of Life.